# Faccia d'angelo (film)
Faccia d'angelo (Baby Face Nelson) è un film del 1957 diretto da Don Siegel.
È un film di gangster statunitense con Mickey Rooney, Carolyn Jones e Cedric Hardwicke. È basato sulle gesta del gangster di Chicago Baby Face Nelson.

## Produzione
Il film, diretto da Don Siegel su una sceneggiatura di Daniel Mainwaring e Irving Shulman con il soggetto dello stesso Shulman e di Robert Adler, fu prodotto da Al Zimbalist per la Fryman Enterprises e girato da fine luglio al 19 agosto 1957.

## Distribuzione
Il film fu distribuito con il titolo Baby Face Nelson negli Stati Uniti dall'11 dicembre 1957 dalla United Artists.
Altre distribuzioni:
- in Giappone il 4 aprile 1958
- in Germania Ovest il 3 giugno 1958 (So enden sie alle)
- in Austria nell'agosto del 1958 (So enden sie alle)
- in Brasile (Assassino Público Número Um)
- in Finlandia (Kovanaama Nelson)
- in Francia (L'ennemi public)
- in Turchia (Melek yüzlü gangster)
- in Grecia (O gangster me to paidiko prosopo)
- in Italia (Faccia d'angelo)

## Critica
Secondo il Morandini il film è "senz'aggettivi, senza psicologia, senza psicoanalisi, senza messaggio, senza indagini sociali" e proprio per questo scevro dai moralismi in voga nei film gangsterici fino a quel periodo sebbene posa essere avvicinato, per stile, alle produzioni gangsteristiche della Warner degli anni 1930. Morandini segnala inoltre la colonna sonora jazzistica e l'interpretazione di Rooney. Secondo Leonard Maltin il film è una "gustosa pellicola a basso costo" con un ottimo Rooney.

## Promozione
La tagline è: "More vicious than Little Caesar! More savage than Scarface! More brutal than Dillinger! The "baby-face b butcher" who lined 'em up—chopped 'em down—and terrorized a nation! ".